# 林肯 (阿拉巴马州)
林肯（英文：Lincoln），是美国阿拉巴马州下属的一座城市。面积约为25.1平方英里（约合65.02平方公里）。根据2010年美国人口普查，该市有人口6,266人，人口密度为249.6/平方英里（约合96.37/平方公里）。